# Skins
Skins  je britanska televizijska serija koja se prikazivala na kanalu E4 od 2007. do 2013. godine.
Radnja se odvija u Bristolu, gradu na jugozapadu Engleske, i prati živote grupe tinejdžera koji pohađaju poslednje dve godine srednje škole na Raundvju koledžu. Serija se od početka emitovanja na provokativan način bavila velikim brojem tabu tema među kojima su duševne bolesti (poremećaj u ishrani i bipolarni poremećaj), zloupotreba supstanci, disfunkcionalne porodice, seksualnost adolescenata, zlostavljanje i smrt. 
Bila je netipična i po tome što se glumačka ekipa menjala nakon svake druge sezone, tako da su tokom šest godina imitovanja serije prikazane tri različite generacije. Iako je bilo planova za spin-of film, na kraju je snimljena sedma sezona koja se emitovala 2013. i prikazala je budućnost nekoliko likova iz prve dve generacije.

## Uloge
- Kaja Skodelario kao Elizabet "Efi" Stonem (26 epizoda, 2007-2013)
- Nikolas Hoult kao Entoni "Toni" Stonem (19 epizoda, 2007-2008)
- Džo Dempsi kao Kristofer "Kris" Majls (19 epizoda, 2007-2008)
- Hana Mari kao Kasandra "Kesi" Ejnsvort (19 epizoda, 2007-2013)
- Majkl Bejli kao Sidni "Sid" Dženkins (19 epizoda, 2007-2008)
- Ejpril Pirson kao Mišel Ričardson (19 epizoda, 2007-2008)
- Vil Merik kao Aro Krivi (18 epizoda, 2011-2012)
- Freja Mejvor kao Mini Maginis (18 epizoda, 2011-2012)
- Džek O'Konel kao Džejms Kuk (18 epizoda, 2009-2013)
- Leja Luis kao Liv Malon (18 epizoda, 2011-2012)
- Oli Barbieri kao Džej Džej Džouns (18 epizoda, 2009-2010)
- Dakota Blu Ričards kao Frenki Ficdžerald (18 epizoda, 2011-2012)
- Šon Til kao Nik Levan (18 epizoda, 2011-2012)
- Ketrin Preskot kao Emili Fič (18 epizoda, 2009-2013)
- Lili Lavles kao Naomi Kempbel (18 epizoda, 2009-2013)
- Larisa Vilson kao Džalender "Džal" Fejzer (18 epizoda, 2007-2008)
- Dev Patel kao Anvar Karal (18 epizoda, 2007-2008)
- Mič Hjuer kao Maksi Oliver(18 epizoda, 2007-2008)
- Luk Paskvalino kao Fredi Makler (18 epizoda, 2009-2010)
- Gajls Tomas kao Dag (18 episodes, 2007-2012)
- Aleksander Arnold kao Rič Hardbek (16 epizoda, 2011-2012)
- Liza Bekvel kao Pandora Mun (16 epizoda, 2008-2010)
- Megan Preskot kao Ketrin "Kejti" Fič (15 epizoda, 2009-2010)
- Džesika Sula kao Grejs Vajolet (14 epizoda, 2011-2012)
- Sebastijan de Suza kao Meti Levan (14 epizoda, 2011-2012)
- Mervil Lukeba kao Tomas Tomon (13 epizoda, 2009-2010)
- Morvina Benks kao Antija Stonem (12 epizoda, 2007-2010)
- Danijel Kaluja kao Poš Kenet (11 epizoda, 2007-2009)
- Ejmi-Fion Edvards kao Lusi Skeč (6 epizoda, 2008)

## Napomene
1. ↑  Naslov verovatno sugeriše na upotrebu droge u seriji, jer je reč "skins" žargonski izraz za papir kojim se obmotava džoint dictionary.reference.com

## Spoljašnje veze
- Zvanični Skins websajt
- Skins Архивирано на веб-сајту  (23. децембар 2019) na TV.com
- Skins na IMDb-u
- Skins UK na skins wikiju